# Таккола, Джулиано
Джулиано Таккола (итал. Giuliano Taccola; 22 июня 1944, Викопизано, Пиза, Тоскана — 16 марта 1969, Кальяри) — итальянский футболист, нападающий. Пиком его карьеры стала двухлетняя игра в «Роме».
Его смерть на 25-м году жизни позже стала подтверждением использования допинга в итальянском футболе с двадцатых годов XX века.

## Биография
Джулиано родился 28 июня 1943-го года в Викопизано, что недалеко от Пизы. В детстве он всегда был спокоен и послушен, а когда дело касалось обязанностей, он всегда подходил к ним со всем рвением.

## Смерть
Во время своего второго сезона в Серии А в 1968/69, выступая за «Рому», его результативность упала в связи с высокой температурой и высокой частотой сердечных сокращений, но главный тренер Эленио Эррера, решил продолжать играть с ним. 2 марта 1969 года он повредил лодыжку в игре против «Сампдории», а через две недели после того, на игре против «Кальяри», в которой он сопровождал команду, он перенёс приступ в раздевалке. Он умер в машине скорой помощи по дороге в больницу, а официальной причиной смерти является сердечная недостаточность из-за пневмонии.
Согласно интервью Ферруччо Маццола в «L’Espresso» 2004 года, Таккола стал жертвой допинга, использование которого, якобы, было широко распространен при Эленио Эррере.